# Olios lutescens
Olios lutescens là một loài nhện trong họ Sparassidae.
Loài này thuộc chi Olios. Olios lutescens được Tord Tamerlan Teodor Thorell miêu tả năm 1894.